# If Love Was a Crime
Az If Love Was a Crime (magyarul: Ha a szerelem bűntény lenne) a bolgár Poli Genova dala, mellyel Bulgáriát képviselte a 2016-os Eurovíziós Dalfesztiválon, Stockholmban. A dal belső kiválasztás során nyerte el az eurovíziós indulás jogát és 2016. március 21-én mutatták be nyilvánosan.

## Eurovíziós Dalfesztivál
A dalt az Eurovíziós Dalfesztiválon először a május 12-i második elődöntőben adta elő, fellépési sorrendben tizenkettedikként a Szlovéniát képviselő ManuElla Blue and Red című dala után, és a Dániát képviselő Lighthouse X Soldiers of Love című dala előtt. Az elődöntőből az ötödik helyen jutott tovább a május 14-i döntőbe, ahol fellépési sorrendben nyolcadikként lépett fel az Izraelt képviselő Hovi Star Made of Stars című dala után, és a Svédországot képviselő Frans If I Were Sorry című dala előtt. A pontozás során a zsűri szavazáson összesítésben a hetedik helyen végzett 127 ponttal, míg a nézői szavazáson az ötödik helyen végzett 180 ponttal (Ciprustól és Spanyolországtól maximális pontszámot kapott), így összesítésben 307 ponttal a verseny negyedik helyezettje lett.
A következő bolgár induló Kristian Kostov Beautiful Mess című dala volt a 2017-es Eurovíziós Dalfesztiválon.